# Mouvement de libération du peuple
 (mars 2018).
Si vous disposez d'ouvrages ou d'articles de référence ou si vous connaissez des sites web de qualité traitant du thème abordé ici, merci de compléter l'article en donnant les références utiles à sa vérifiabilité et en les liant à la section « Notes et références ».
Le Mouvement de libération du peuple (MLP) est un ancien parti politique français créé en 1950 et actif jusqu'en 1957.
Le MLP est issu de la Ligue ouvrière chrétienne (LOC), fondée en 1935 par des militants de la Jeunesse ouvrière chrétienne. La LOC était une organisation d'entraide et de solidarité. En 1941, pendant la Seconde Guerre mondiale, la LOC se transforme en Mouvement populaire des familles et essaye de concilier une intervention plus proprement politique avec les nécessités du moment, notamment sur tout ce qui concerne le ravitaillement et le logement.
Après guerre, le mouvement, qui compte environ 150 000 adhérents, abandonne le terrain de la solidarité pour se transformer en parti politique : c'est en 1950 qu'il devient, lors de son congrès tenu à Nancy, le Mouvement de libération du peuple (MLP).
La direction du mouvement est alors assurée par Henri Longeot, qui le dote d'un journal, Perspectives ouvrières. Parmi ses animateurs, on trouve alors Georges Tamburini et Henri Bartoli. Ce dernier présente avec André Mandouze et Jean Bonneville, lors du XIXe congrès national du MLP, un rapport « Pour une politique de décolonisation », avec pour sous-titre « Pour une association qui préserve les
relations économiques et culturelles indispensables entre la France et les pays d’Outre-Mer".
L'année suivante cependant, il connaît une scission qui l'affaiblit fortement, avec la création du Mouvement de libération ouvrière (MLO) : les minoritaires qui créent le MLO s'opposent à la stratégie d'unité avec le Parti communiste français (PCF) promue par Longeot et la direction du mouvement. Le MLP ne compte plus alors qu'environ 13 000 membres, et ses effectifs vont en décroissant, jusqu'à peine 4 000 adhérents en 1957.
Certains d'entre eux quittent même le MLP pour rejoindre le parti communiste, comme ce fut le cas pour Marius Apostolo.
En 1954, mis en échec dans son projet d'intégration dans le Mouvement de libération populaire des associations catholiques ouvrières, Longeot cède la présidence à Louis Alvergnat, militant de la Confédération nationale des associations familiales ouvrières (future Confédération syndicale des familles) qui venaient justement de refuser la fusion.
Sous l'impulsion de ce dernier, le MLP rédige en 1955 un manifeste intitulé « Pour un renouveau du socialisme » qui lui fixe comme objectif d'être à la base de la création d'un mouvement de gauche plus large. Dans cette dernière période, les liens entre MLP et PCF se distendent fortement.
Les maîtres de la presse, ouvrage collectif est publié en janvier 1956 par le MLP, « une brochure souvent bien informée »,e, malgré son ton polémique. Il complète l'article « Les maîtres de la presse française », publié sur le même thème par Gilles Martinet dans France Observateur du 20 janvier 1955.
En 1957, le MLP se fond dans l'Union de la gauche socialiste, qui participe peu après à la création du PSU.